# Дирден, Бэзил
Бэ́зил Клайв Дир (англ. Basil Clive Dear; 1 января 1911, Вестклиф-он-Си, Эссекс, Великобритания — 23 марта 1971, Лондон, Великобритания), известный как Бэзил Дирден (Basil Dearden) — английский актёр, кинорежиссёр, сценарист и продюсер. Лауреат и номинант многочисленных международных и национальных кинофестивалей.

## Биография
Бэзил Клайв Дир родился 1 января 1911 года в местечке Вестклиф-он-Си (Эссекс) в семье предпринимателя Чарльза Джеймса Дира. Он рано бросил школу, чтобы работать в качестве офисного мальчика в лондонской страховой компании.
Опыт участия в любительских спектаклях привёл его к работе с Ben Greet Company и назначению помощником режиссёра в Большом театре Фулема. В 1931 году он стал работать у импресарио Бэзила Дина (англ. Basil Dean, 1887—1978), который стал его наставником. К середине 1930-х годов интересы Дирдена и Дина сместились от театра к кино, они стали работать в Ealing Studios (носила тогда название Associated Talking Pictures), где Бэзил Дин был автором и редактором сценариев, создателем диалогов, ассистентом режиссёра. В попытке избежать путаницы в именах со своим учителем и отдавая дань уважения его протекции Бэзил Дир изменил свою фамилию на Dearden.
После ухода Бэзила Дина со студии Дирден остался в Ealing Studios, стал продюсером трёх фильмов Джорджа Формби, а затем сорежиссёром трёх фильмов с участием комедийного актёра Уилла Хэя, который также стал сорежиссёром этих фильмов. В 1943 году Дирден снял свой первый полноценный самостоятельный фильм «Колокола смолкли», который прославляет героизм тех, кто работал в противопожарной службе во время войны. Арт-директором фильма выступил продюсер, сценарист и режиссёр студии Майкл Рельф, который начал плодотворное творческое сотрудничество с Дирденом, продлившееся почти тридцать лет.
В 1945 году Дирден снял новеллы «Кучер катафалка» и «Linking narrative» в новаторском коллективном фильме ужасов «Глубокой ночью».
Дирден и Рельф стали самыми плодовитыми режиссёрами Ealing Studios. В отличие от большинства своих современников они легко укладывались в бюджет и всегда работали в соответствии с графиком съёмок.
Последним фильмом Дирдена стал «Человек, который ловил самого себя», снятый в 1970 году.
По иронии судьбы в 1971 году Дирден попал в автокатастрофу на автодороге М4 вблизи аэропорта Хитроу, — том самом шоссе, где герой Роджера Мура в его последней картине разбивается в самом начале фильма.
Бэзил Дирден умер 23 марта 1971 года в Лондоне, в больнице Hillingdon Hospital, от многочисленных травм, полученных в дорожно-транспортном происшествии.

## Творчество
Дирден и Рельф в целом ряде своих фильмов исследовали серьёзные социальные проблемы, придерживаясь подчёркнуто либеральной точки зрения с трогательной верой в национальные институты и государственную власть. К таким «социальным» фильмам относятся: «Фрида» (1947), «I Believe in You» (1952) и «Неистовые игры» (1958). Все они имеют дело с проблемами, связанными с молодежью, преступностью и профилактикой правонарушений.
Фильм «Синяя лампа» (1950) анализирует деятельность лондонской полиции в борьбе с новым типом молодых преступников, появившихся после II мировой войны. Сюжетный ход финала фильма созвучен фильму 1931 года «М», — в обоих случаях преступное сообщество выявляет убийцу, отступившего от кодекса чести сообщества. Критика в адрес фильма прозвучала со стороны журнала Sight & Sound, редактор которого обвинил авторов фильма в лицемерии и покровительственном тоне при создании образов персонажей из среднего класса. Фильм стал основой для телесериала (432 эпизода) BBC (1955—1976) и получил премию BAFTA «Лучший британский фильм года», был представлен на Венецианском кинофестивале 1950 года. Свою первую значительную роль в фильме сыграл Дерк Богард.
Фильм «Сапфир» (1959) показывает взгляд британского чёрного сообщества на белый расизм. Полиция в ходе расследования определяет, что жертва преступления была мулаткой с белой кожей. Выясняется, что это ставило её вне общения с белыми и чернокожими англичанами. Фильм был удостоен нескольких национальных кинематографических наград, в том числе премии BAFTA в номинации «Лучший британский фильм года».
Фильм «Жертва» (1961) фокусируется на преследовании гомосексуалистов английским обществом. Герой Дерка Богарда, лондонский адвокат, расследуя смерть друга, выходит на группу вымогателей, шантажирующих гомосексуалистов. Он сам становится жертвой шантажа, но помогает полиции изобличить преступников. Реакция на фильм в Великобритании была противоречивой. Считается, что он сыграл важную роль в либерализации британского законодательства в отношении гомосексуалистов. Фильм вошёл в историю кино как образец «британского социального реализма».
Кроме этих «серьёзных» фильмов в творчестве режиссёра присутствуют ленты, где достаточно серьёзная тема сочетается с откровенно приключенческим сюжетом. Фильм «Добрый бандит» (1952) рассказывает о ирландском национализме, «Жизнь за Рут» (1962) исследует конфликт между современной медициной и фундаменталистской религиозной верой, «Ловцы душ» (1963) — тему промывания мозгов и ответственности учёного за своё открытие, «A Place to Go» (1963) — типичная молодёжная драма.
Режиссёру принадлежат многочисленные детективы, триллеры, комедии и мрачные костюмированные драмы: «Сарабанда для мёртвых любовников» по повести австралийской писательницы и политической деятельницы Helen de Guerry Simpson (1948, трагическая история любви принцессы Ганноверской Софии Доротеи и шведского дворянина Филиппа Кёнигсмарка, разыгрывающуюся в интерьерах XVII века) — первый фильм Technicolor на Ealing studios, «Тайный партнер» (1961), «Соломенная женщина» (1964, история сиделки богатого старика, которую племянник богача уговаривает выйти замуж за своего пациента, вслед за этим её обвиняют в его убийстве; в фильме сыграли Джина Лоллобриджида и Шон Коннери), «Маскарад» (1965) и «Бюро убийств» (1969, по неоконченной книге Джека Лондона, писатель Роберт Л. Фиш завершил книгу, опираясь на оставленные наброски и черновики автора), «Джихад» (фильм посвящён военным действиям между английским генералом Чарльзом Гордоном и объявившим священную войну европейцам мусульманским лидером Махди), «Человек, который ловил самого себя» (1970, Associated British Picture Corporation, по роману Энтони Армстронга; мистическая история о двойнике, вытесняющем реального человека из его жизни, ремейк телевизионного фильма Альфреда Хичкока «Случай с мистером Пелхэмом» (англ. The Case of Mr. Pelham).
Фильм «Лига джентльменов» (1960, снят по одноимённой новелле Джона Боланда; удостоен ряда национальных и международных кинопремий) снят уже после того, как Дирден и Рельф оставили студию Ealing Studios и перешли на Allied Film Makers. Уволенный из армии высокопоставленный офицер организует банду отставных военных. Целью грабителей является крупный банк. Режиссёру удалось собрать отличный актёрский ансамбль. Фильм стал кассовым хитом.
Дирден снял несколько эпизодов в сериале «Сыщики-любители экстра класса» (англ. Persuaders) c участием Роджера Мура и Тони Кёртиса.
Кинокритик Тереза Фитцджеральд назвала Дирдена архетипичным британским режиссёром, мастеровитым ремесленником, который довёл до предела как сильные, так и слабые стороны национального кинематографа.

## Личная жизнь
Был дважды женат: на актрисах Маргарет Уорд и Мелиссе Стриблинг. Во втором браке у режиссёра было два сына: специалист по спецэффектам Торквил Дирден и сценарист и режиссёр Джеймс Дирден (родился 14 сентября 1949, его фильм «Pascali’s Island» в 1988 году был представлен на Каннском фестивале).

## Фильмография
- Миссия: Монте-Карло (1974, Mission: Monte Carlo)
- Сыщики-любители экстра класса (сериал, 1971—1972, The Persuaders!), режиссёр трёх серий
- Человек, который ловил самого себя (1970, The Man Who Haunted Himself)
- Бюро убийств (1969, The Assassination Bureau)
- Only When I Larf (1968)
- Джихад (1966, Khartoum)
- Маскарад (1965, Masquerade)
- Соломенная женщина (1964, Woman of Straw)
- A Place to Go (1963)
- Ловцы душ (1963, The Mind Benders)
- Жизнь для сострадания (1962, Life for Ruth)
- Всю ночь напролет (1962, All Night Long)
- Жертва (1961, Victim)
- Тайный партнёр (1961, The Secret Partner)
- Man in the Moon (1960)
- Лига джентльменов (1960, The League of Gentlemen)
- Всего четыре мужчины (сериал, 1959—1960, The Four Just Men), режиссёр 13 эпизодов
- Сапфир (1959, Sapphire)
- Некуда идти (1958, Nowhere to Go)
- Неистовые игры (1958, Violent Playground)
- Самое маленькое представление на свете (1957, The Smallest Show on Earth)
- Незрелый человек (1956, The Green Man)
- Кто это сделал? (1956)
- The Ship That Died of Shame (1955)
- Out of the Clouds (1955)
- Радужный костюм (1954, The Rainbow Jacket)
- The Square Ring (1953)
- Добрый бандит (1952, The Gentle Gunman)
- Я верю в тебя (1952, I Believe in You)
- Бассейн в Лондоне (1951)
- Золотая клетка (1950, Cage of Gold)
- Синяя лампа (1950, The Blue Lamp)
- Цепь событий (1949, Train of Events), режиссёр новелл «The Actor» и «The Prisoner of War»[13]
- Сарабанда для мертвых влюбленных (1948, Saraband for Dead Lovers)
- Фрида (1947, Frieda)
- The Captive Heart (1946)
- Глубокой ночью (1945, Dead of Night), две новеллы в коллективном фильме
- They Came to a City (1944)
- The Halfway House (1944)
- My Learned Friend (1943, сорежиссёр)
- Колокола смолкли (1943, The Bells Go Down)
- The Goose Steps Out (1942, сорежиссёр Уилл Хэй)
- The Black Sheep of Whitehall (1942, сорежиссёр Уилл Хэй)